# Orientierungstauchen
Orientierungstauchen ist eine Wettkampfsportart, die Elemente des Orientierungslaufs und des Flossenschwimmens vereint.
Sie verlangt vom Taucher sowohl technisches Verständnis, koordinative als auch konditionelle Fähigkeiten.
Dieser Sport wird in Deutschland vor allem von Tauchvereinen in Ostdeutschland betrieben. International ist der Sport hauptsächlich in Ägypten, Tunesien, Kolumbien, Kasachstan, Osteuropa, aber auch in Frankreich, Spanien, Italien, Kroatien, Serbien, Estland und Österreich in Tauchvereinen verbreitet.
Die Confédération Mondiale des Activités Subaquatiques (CMAS) organisiert die Underwater-Orienteering-Weltmeisterschaften 2011 und die offenen Junior Europameisterschaften im Orientierungstauchen 2011 im Störitzsee in der Gemeinde Grünheide (Mark), Brandenburg.

## Geschichte
Der Ursprung der Sportart ist militärischer Natur und liegt in der UdSSR, wo in den 1950er Jahren erste Wettkämpfe stattfanden. 1961 fanden im Lago Maggiore und 1962 im Wörthersee Wettbewerbe statt, sodass Italien und Österreich als Keimzellen der Verbreitung des Sports außerhalb des Warschauer Pakts gelten können. Entsprechend nahmen 1965 an ersten internationalen Wettkämpfen auf der Krim Vertreter dieser Nationen neben jenen aus dem „Ostblock“ teil.
Der Lago Maggiore war 1967 dann Schauplatz der ersten Europameisterschaften im Orientierungstauchen, nachdem die CMAS diesen Sport als solchen anerkannt hatte. Disziplinen waren dabei der M-Kurs im Einzel und der Mannschaftswettbewerb über 2 × 1.150 m für Dreierteams.
1968 wurde der 5-Punkte-Kurs Einzel-Wettkampfdisziplin, 1978 der Stern-Kurs eingeführt.
Nur Episode blieb das wettkampfmäßige Orientierungstauchen mit Hilfe von Sonar (1973–1978), ehe statt seiner die Mannschafts-Orientierung nach Karte (MONK) Eingang in den Kreis der Europa- und Weltmeisterschaftsdisziplinen fand.
1985 fanden die 2. Weltmeisterschaften im Orientierungstauchen in Neuglobsow am Großen Stechlinsee statt. Über Berichte im Fernsehen und in der Presse wurde dieser Sport erstmals einem breiteren Publikum bekannt.
Orientierungstauchen wurde in der DDR von der Gesellschaft für Sport und Technik (GST) unterstützt, die entsprechend ihren gesetzlichen Aufgaben immer auch den militärischen Aspekt vor allem technischer Sportarten sah. Es entsprach damals der dort allgemein üblichen Sportförderung.

## Ausrüstung

Seitenansicht eines Orientierungstauchers

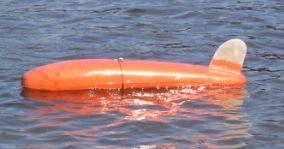
Sicherheitsboje verkehrt herum damit die Finne sichtbar ist

Die Ausrüstung besteht aus dem „OT-Gerät“, das sich aus einer Pressluftflasche mit montiertem Kompass und einem durch den Wasserwiderstand angetriebenen Propeller, gekoppelt an einen Meterzähler, zusammensetzt. Da die Flasche im Laufe des Tauchgangs leerer wird hat sie einen Ausgleichstank, dieser füllt sich mit Wasser um dem Auftrieb entgegenzuwirken. Das OT-Gerät wird zur Verminderung des Wasserwiderstands mit gestreckten Armen vor dem Körper hergeschoben. Eine spezielle Maske erlaubt es dem Taucher unter Wasser klar und nach allen Seiten sehen zu können. Der Vortrieb des Sportlers erfolgt anfangs mit Hilfe von speziellen Wettkampfflossen aus Glasfiberlaminat, geübte Sportler verwenden eine Monoflosse (ähnlich dem Flossenschwimmen). Diese muss durch delphinartige Bewegung des Körpers genutzt werden. Um die Position des Wettkämpfers sichtbar zu machen, und den Schwimmer in Notsituationen bergen und beim Erreichen der Limitzeit vom Kurs entfernen zu können, zieht der Wettkämpfer eine Sicherheitsboje in Signalfarbe an der Oberfläche hinter sich her.

## Regeln
Die Grundregel ist, dass ein Wettkämpfer nach dem Start mit keinem Ausrüstungsteil außer der Sicherheitsboje aus dem Wasser ragen darf. Somit ist er allein auf seine Vorbereitung, Orientierung und Schnelligkeit angewiesen.
Das Wettkampfgebiet besteht aus einem See oder einem anderen Gewässer, in dem Orientierungspunkte gesetzt sind. Die Wettkämpfer legen mit Vermessungswerkzeug eine Karte dieser „Punkte“ an. Die Wettkampfleitung veröffentlicht für einen Durchlauf einen Kurs, der aus verschiedenen Orientierungspunkten besteht und eine Gesamtlänge von 650 m hat. Mit Hilfe der Karte werden für jede „Teilstrecke“ bei der Kursnahme der Kompasskurs und die Entfernung bestimmt, diese werden gegebenenfalls umgerechnet und auf einem Notizträger mitgeführt.
Der Orientierungstaucher schwimmt seinen notierten Kurs und Entfernung und trifft bei geradem Schwimmen auf die Boje. Nach kurzem Zug an der Leine, was dem Wettkampfgericht das erfolgreiche „Finden“ des Punktes anzeigt, schwimmt er weiter zum nächsten Punkt bzw. zum Ziel.
Wird der „Punkt“ nicht sofort gefunden, versucht der Taucher, diese durch Abschwimmen eines Suchkurses zu finden.
Findet der Taucher den „Punkt“ nicht in einer bestimmten Zeit („Limitzeit“) oder taucht er auf, so wird er disqualifiziert. Nur die bis zu diesem Zeitpunkt erreichten Wertungspunkte gehen in sein Ergebnis ein.
Es gibt Kurse, bei denen mehrere Orientierungspunkte nacheinander gefunden werden müssen, Kurse, auf denen nur Bojen richtig umrundet werden und anschließend durch eine Zielleine getaucht werden muss und auch Kombinationen von Umrundungsbojen und Orientierungspunkten.
Die Bewertungpunkte ergeben sich bei allen aus der Genauigkeit und der Zeit.

## Disziplinen

### Einzel
Einzelsieger werden aus der Summe der erzielten Punkten der Einzeldisziplin ermittelt.
- Einzelorientierung nach Karte (Eonk)
- M-Kurs (Wende)
- 5-Punkte-Kurs
- Stern-Kurs
- Short-Race

### Mannschaft
Für die Mannschaftswertung werden alle von den Mannschaftsmitgliedern ertauchten Punkte aufsummiert.
- Mannschaftsorientierung nach Karte (Monk)
- Mannschaftstreffübung (MTÜ)
- Mannschaftskomplexübung (MKÜ)

## Wettkampf
Die beste Möglichkeit, einen Orientierungstaucher in Aktion zu sehen, bietet sich bei einem der zahlreichen Pokalwettkämpfe, die jährlich in Deutschland ausgetragen werden. Ein solcher Wettkampf erstreckt sich meist über ein ganzes Wochenende. Er beginnt mit der Vorbereitung am Freitag und wird mit den Wettkämpfen am Samstag und Sonntag fortgesetzt.
Neben den deutschen Pokalwettkämpfen finden jährlich Deutsche Meisterschaften, eine Reihe von Weltcups und jährlich abwechselnd Welt- und Europameisterschaften statt.
Die deutschen Meisterschaften sind Nominierungskriterium für die Nationalmannschaft im Orientierungstauchen. Nur Nationalmannschaften sind berechtigt, bei Welt- und Europameisterschaften teilzunehmen. Bei Weltcups besitzen auch Vereinsmannschaften ein Startrecht.

## Vereinssport
Orientierungstauchen ist eine ernsthafte Sportart. Da es jedoch recht unbekannt ist, man außer der Sicherheitsboje nichts sieht und der Sport daher nicht publikumsfreundlich ist, wird es vorwiegend als Amateursport betrieben. In anderen Ländern, wie zum Beispiel Russland, gibt es auch professionelle Orientierungstaucher. Sie dominieren daher auch die internationalen Wettbewerbe.
In Deutschland gibt es Vereine, die Orientierungstauchen als Leistungssport betreiben. Das Training ist dabei eng an das Flossenschwimmen gebunden. Es wird entsprechend den Witterungsbedingungen im Winter Flossenschwimmen und im Sommer Orientierungstauchen trainiert.
Obwohl leistungsfähige Flossenschwimmer einen Geschwindigkeitsvorteil haben, haben auch Amateure eine Siegeschance, wenn sie die Orientierungspunkte mit größerer Präzision treffen. Ein großer Teil der deutschen Orientierungstaucher sind jedoch Breitensportler, die Spaß am Tauchen und dem besonderen Flair dieser Randsportart gefunden haben.
Daher kommt der Spaß auch nicht zu kurz, auch wenn im Rahmen des Wettkampfwochenendes Leistungs- und Breitensportler aufeinander treffen und die Leistungsunterschiede groß sind. Denn aufgrund der Tatsache, dass alle Wettkämpfe im Freien stattfinden, wird meist gezeltet und gegrillt. Das gesellige Beisammensein ist fester Bestandteil.
So organisiert der ausrichtende Verein zum Beispiel am Abend des ersten Wettkampftages schon die ersten Siegerehrungen. Anschließend wird in gemütlicher Runde über Mannschaftsgrenzen hinweg die Kommunikation gepflegt.